# تشارلي والر
تشارلي والر (بالإنجليزية: Charlie Waller)‏ هو موسيقي أمريكي، ولد في 19 يناير 1935 في Joinerville, Texas ‏ في الولايات المتحدة، وتوفي في 18 أغسطس 2004.

## وصلات خارجية
- الموقع الرسمي
- تشارلي والر على موقع ميوزك برينز (الإنجليزية)
- تشارلي والر على موقع أول ميوزيك (الإنجليزية)
- تشارلي والر على موقع ديسكوغز (الإنجليزية)